# Mikrosonda
Mikrosonda je speciální druh rastrovacího elektronového mikroskopu vybavený pro analytické účely. Zpravidla je osazena energiově disperzním spektrometrem a třemi nebo i více vlnově disperzními spetrometry.